# Großer Tonteich
Der Große Tonteich (auch Körbiskruger Tonsee genannt) ist ein Stillgewässer in der im Landkreis Dahme-Spreewald im Land Brandenburg.

## Lage
Der größere südliche Teil des Gewässers gehört zur Gemeinde Bestensee, der nördliche Teil überwiegend zu Königs Wusterhausen, nur ein schmaler Streifen am Ostufer zur Gemeinde Heidesee. Östlich liegt der Gemeindeteil Körbiskrug des Ortsteils Zeesen der Stadt Königs Wusterhausen. Südöstlich ist der Wohnplatz Dolgenhorst des Ortsteils Gräbendorf der Gemeinde Heidesee. Es folgen im Uhrzeigersinn der weitere Wohnplatz Siedlung am Dolgenhorst, der Bestenseer Ortsteil Pätz sowie das Gemeindezentrum. Südlich führt die Bundesstraße 246 vorbei, westlich die Bundesstraße 179. Unmittelbar am westlichen Ufer liegt der Wohnplatz Neu Kamerun (zu Königs Wusterhausen).

## Geschichte und Nutzung
Der See ist nicht natürlichen Ursprungs. Er entstand um 1900, als in der Region zahlreiche Ziegeleien entstanden. So auch im Jahr 1895, als die Ziegelei Heise & Schrobsdorff in der Nähe von Pätz Ton abbaute, um Mauersteine herzustellen. Nachdem die Gewinnung von Ton eingestellt worden war, füllten sich die Löcher mit Grundwasser. So entstand neben dem Großen Tonteich der südlich gelegene Kleine Tonteich. Letzterer gehört noch zum Naturpark Dahme-Heideseen, der Große Tonteich zählt nicht mehr dazu.
Mitte der 1990er-Jahre stellten Experten bei einer Untersuchung der Wasserqualität fest, dass der See als nährstoffreich eingestuft werden sollte. Der Grund waren ungeklärte Abwässer aus den angrenzenden Siedlungen. Dieser Zustand hat sich durch einen Anschluss an eine zentrale Abwasserentsorgung in den 2000er-Jahren mittlerweile verbessert.
Der See wird als Badegewässer sowie zum Angelsport genutzt. Am südlichen Ufer befindet sich mit dem Naturcamping am Tonsee das größte öffentliche FKK-Gebiet im Land Brandenburg, am Westufer der Campingplatz des CC Köpenick 62 e.V. Um den See führt ein Wanderweg, der mit einem grünen Punkt auf weißem Grund gekennzeichnet ist.